# Campeonato mundial B de hockey patines masculino de 2008
El XIII Campeonato mundial B de hockey sobre patines masculino se celebró en Sudáfrica en 2008, con la participación de once Selecciones nacionales masculinas de hockey patines: las tres últimas clasificadas en el Campeonato mundial A de hockey patines masculino de 2007 más otras ocho por libre inscripción. La selección de Bangladés, inicialmente inscrita, no compareció. Todos los partidos se disputaron en el Pabellón de la Asociación Portuguesa de la ciudad de Vanderbijlpark.
Los tres primeros clasificados ascendieron al Campeonato mundial A de hockey patines masculino de 2009.

## Equipos participantes
De las 12 selecciones nacionales participantes del torneo, 2 son de Europa, 3 de América, 4 de Asia, 2 de África y 1 de Oceanía. Bangladés se retiró poco antes de comenzar el torneo, por lo que propiamente solo participaron 11.
| Australia      |
| Austria        |
| Bangladés      |
| Colombia       |
| Egipto         |
| Estados Unidos |
| India          |
| Israel         |
| Macao          |
| Países Bajos   |
| Sudáfrica      |
| Uruguay        |

## Primera fase

### Grupo A
| Equipo         | Pts | PJ | PG | PE | PP | GF | GC | DG  |
| -------------- | --- | -- | -- | -- | -- | -- | -- | --- |
| Estados Unidos | 9   | 3  | 3  | 0  | 0  | 22 | 5  | +17 |
| Uruguay        | 6   | 3  | 2  | 0  | 1  | 10 | 5  | +5  |
| Israel         | 1   | 3  | 0  | 1  | 2  | 3  | 13 | -10 |
| Australia      | 1   | 3  | 0  | 1  | 3  | 5  | 17 | -12 |

|                | Bandera de Australia | Bandera de Israel | Bandera de Uruguay | Bandera de Estados Unidos |
| -------------- | -------------------- | ----------------- | ------------------ | ------------------------- |
| Australia      |                      |                   |                    |                           |
| Israel         | 3-3                  |                   |                    |                           |
| Uruguay        | 2-0                  | 5-0               |                    |                           |
| Estados Unidos | 12-2                 | 5-0               | 5-3                |                           |

### Grupo B
| Equipo       | Pts | PJ | PG | PE | PP | GF | GC | DG |
| ------------ | --- | -- | -- | -- | -- | -- | -- | -- |
| Sudáfrica    | 9   | 3  | 3  | 0  | 0  | 14 | 5  | +9 |
| Países Bajos | 6   | 3  | 2  | 0  | 1  | 10 | 8  | +2 |
| Austria      | 3   | 3  | 1  | 0  | 2  | 4  | 6  | -2 |
| Bangladés    | 0   | 3  | 0  | 0  | 3  | 0  | 9  | -9 |

|              | Bandera de Bangladés | Bandera de Austria | Bandera de los Países Bajos | Bandera de Sudáfrica |
| ------------ | -------------------- | ------------------ | --------------------------- | -------------------- |
| Bangladés    |                      |                    |                             |                      |
| Austria      | 3-0                  |                    |                             |                      |
| Países Bajos | 3-0                  | 3-0                |                             |                      |
| Sudáfrica    | 3-0                  | 3-1                | 8-4                         |                      |

### Grupo C
| Equipo   | Pts | PJ | PG | PE | PP | GF | GC | DG  |
| -------- | --- | -- | -- | -- | -- | -- | -- | --- |
| Colombia | 9   | 3  | 3  | 0  | 0  | 28 | 7  | +21 |
| Egipto   | 6   | 3  | 2  | 0  | 1  | 18 | 11 | +7  |
| Macao    | 3   | 3  | 1  | 0  | 2  | 21 | 20 | +1  |
| India    | 0   | 3  | 0  | 0  | 3  | 9  | 38 | -29 |

|          | Bandera de la India | Bandera de Macao | Bandera de Egipto | Bandera de Colombia |
| -------- | ------------------- | ---------------- | ----------------- | ------------------- |
| India    |                     |                  |                   |                     |
| Macao    | 14-5                |                  |                   |                     |
| Egipto   | 14-3                | 3-2              |                   |                     |
| Colombia | 10-1                | 12-5             | 6-1               |                     |

## Segunda fase
Los primeros y segundos de cada grupo de la primera fase se clasificaron para los cuartos de final junto a los dos mejores terceros (Macao y Austria). Los demás se enfrentaron entre ellos para determinar los puestos del noveno al duodécimo.
| Equipo    | Pts | PJ | PG | PE | PP | GF | GC | DG  |
| --------- | --- | -- | -- | -- | -- | -- | -- | --- |
| Australia | 7   | 3  | 2  | 1  | 0  | 19 | 4  | +15 |
| Israel    | 7   | 3  | 2  | 1  | 0  | 16 | 10 | +6  |
| India     | 3   | 3  | 1  | 0  | 2  | 9  | 21 | -12 |
| Bangladés | 0   | 3  | 0  | 0  | 3  | 0  | 9  | -9  |

|           | Bandera de Bangladés | Bandera de la India | Bandera de Israel | Bandera de Australia |
| --------- | -------------------- | ------------------- | ----------------- | -------------------- |
| Bangladés |                      |                     |                   |                      |
| India     | 3-0                  |                     |                   |                      |
| Israel    | 3-0                  | 9-6                 |                   |                      |
| Australia | 3-0                  | 12-0                | 4-4               |                      |

### Fase final
|  | Cuartos de final | Cuartos de final |                |           | Semifinales            | Semifinales            |  |  | Final | Final |
|  |                  |                  |                |           |                        |                        |  |  |       |       |
|  |                  |                  |                |           |                        |                        |  |  |       |       |
|  |                  |                  |                |           |                        |                        |  |  |       |       |
|  | Colombia         | 12               |                |           |                        |                        |  |  |       |       |
|  | Colombia         | 12               |                |           |                        |                        |  |  |       |       |
|  | Macao            | 3                |                |           |                        |                        |  |  |       |       |
|  | Macao            | 3                | Colombia       | 2         |                        |                        |  |  |       |       |
|  |                  |                  | Colombia       | 2         |                        |                        |  |  |       |       |
|  |                  | Países Bajos     | 3              |           |                        |                        |  |  |       |       |
|  | Uruguay          | Países Bajos     | 3              | 3         |                        |                        |  |  |       |       |
|  | Uruguay          |                  |                | 3         |                        |                        |  |  |       |       |
|  | Países Bajos     | 4                |                |           |                        |                        |  |  |       |       |
|  | Países Bajos     | 4                | Países Bajos   | 3         |                        |                        |  |  |       |       |
|  |                  |                  | Países Bajos   | 3         |                        |                        |  |  |       |       |
|  |                  | Estados Unidos   | 7              |           |                        |                        |  |  |       |       |
|  | Estados Unidos   | Estados Unidos   | 7              | 4         |                        |                        |  |  |       |       |
|  | Estados Unidos   |                  |                | 4         |                        |                        |  |  |       |       |
|  | Austria          | 1                |                |           |                        |                        |  |  |       |       |
|  | Austria          | 1                | Estados Unidos | 2         | Tercer y cuarto puesto | Tercer y cuarto puesto |  |  |       |       |
|  |                  |                  | Estados Unidos | 2         | Tercer y cuarto puesto | Tercer y cuarto puesto |  |  |       |       |
|  |                  | Sudáfrica        | 1              |           |                        |                        |  |  |       |       |
|  | Sudáfrica        | Sudáfrica        | 1              | 7         | Colombia               | 9                      |  |  |       |       |
|  | Sudáfrica        |                  |                | 7         | Colombia               | 9                      |  |  |       |       |
|  | Egipto           | 2                |                | Sudáfrica | 1                      |                        |  |  |       |       |
|  | Egipto           | 2                |                |           | 1                      |                        |  |  |       |       |
|  |                  |                  |                |           |                        |                        |  |  |       |       |
|  |                  |                  |                |           |                        |                        |  |  |       |       |

|  | Eliminatoria del 5º al 8º | Eliminatoria del 5º al 8º |   |        | 5º y 6º | 5º y 6º |  |
|  |                           |                           |   |        |         |         |  |
|  |                           |                           |   |        |         |         |  |
|  |                           |                           |   |        |         |         |  |
|  | Macao                     | 0                         |   |        |         |         |  |
|  | Uruguay                   | 3                         |   |        |         |         |  |
|  |                           |                           |   |        |         |         |  |
|  |                           |                           |   |        |         |         |  |
|  |                           |                           |   |        | Austria | 3       |  |
|  |                           | Uruguay                   | 2 |        |         |         |  |
|  |                           |                           |   |        |         |         |  |
|  |                           |                           |   |        |         |         |  |
|  |                           |                           |   |        | 7º y 8º |         |  |
|  |                           |                           |   |        |         |         |  |
|  | Austria                   | 8                         |   | Egipto | 3       |         |  |
|  | Egipto                    | 3                         |   |        | Macao   | 8       |  |

## Clasificación final
| 1. Estados Unidos |
| 2. Países Bajos   |
| 3. Colombia       |
| 4. Sudáfrica      |
| 5. Austria        |
| 6. Uruguay        |
| 7. Macao          |
| 8. Egipto         |
| 9. Australia      |
| 10. Israel        |
| 11. India         |
| 12. Bangladés     |